# Troops of Tomorrow
Troops of Tomorrow es el segundo disco de estudio de la banda escocesa de hardcore punk The Exploited, lanzado en el año 1982. 

## Antecedentes
En 1982, se decide grabar un nuevo LP, que llevaría por título Troops Of Tomorrow, que incluía el tema que da nombre al disco, que es una versión de un tema de 1978 de The Vibrators en la cual estos mismos colaborarían. Es este disco el que muchos consideran el primer gran clásico de la banda, así como su mejor trabajo, lo que les traería reconocimiento, la primera gira por Norteamérica y una aparición en el programa televisivo Top Of The Pops. Asimismo, medios escritos más "mainstream", van a fijarse en el interés que va generando la banda. The Exploited aparecería en artículos de periódicos como el Record Mirror o la revista musical Flexi Pop.  El día inmediatamente posterior a su aparición en el programa Top Of The Pops, su LP vendió sólo cincuenta copias de su disco Troops Of Tomorrow, ya que muchos de sus seguidores pensaron que la banda se había "vendido": el día inmediatamente anterior, el LP había vendido 120.000. Debido a su aparición televisiva, la banda anarcopunk Conflict compuso el tema "Exploitation", en el cual, se criticaba al cuarteto escocés por haber aparecido en dicho programa. Además de reseñas en publicaciones más underground como los desaparecidos fanzines Punk's Not Dead y Punk Lives, aparecieron en las revistas Maximum Rock And Roll, Sounds y un gran número de fanzines. Poco después de salido al mercado Troops Of Tomorrow, el baterista Dru Stix es arrestado por asalto a mano armada, condenado subsiguientemente a siete años de prisión y por lo tanto reemplazado brevemente por Danny Heatley, y luego por el exmiembro de UK Subs Steve Roberts (ambos en 1983), quienes a su vez van a ser reemplazados por el hermano menor de Wattie, William "Wullie" Buchan, que se va a transformar en el baterista más estable dentro de la formación (Wullie va a tener desapariciones esporádicas). Además, "Big" John Duncan va a ser sustituido por Billy Dunn (previamente en la banda Xtract) en la guitarra y Gary McCormack por Wyne Tyas en el bajo.

## Temas
1. Jimmy Boyle
2. Daily News
3. Disorder
4. Alternative
5. U.S.A.
6. Rapist
7. Troops of Tomorrow
8. UK '82
9. Sid Vicious Was Innocent
10. War
11. They Won't Stop
12. So Tragic
13. Germs

## Créditos
- Wattie Buchan - Vocalista
- Big John Duncan - Guitarra
- Gary McCormack - Bajo
- Steve Roberts - Batería
- Danny Heatley - Batería en "Germs" y "Sid Vicious Was Innocent".
- Buck and Glen (Defects) - Coros

## Posición en las listas
| Listas (1982)            |   |
| ------------------------ | - |
| Top Indepent Albums (UK) | 1 |